# الصحة في فلسطين

الصحة في فلسطين تشير إلى عموم مستوى الصحة لسكان فلسطين ونظام تقديم الرعاية الصحية.
منذ عام 2005، ينص القانون الأساسي على تنظيم القانون الخدمات التأمين الصحي ووالشيخوخة. الوصول والرعاية المجانية لكل المواطنين، وتعتبر وزارة الصحة الجسم الحكومي المسؤول عن الصحة في فلسطين.

## التنظيم القانوني للصحة في فلسطين
تم تنظيم أحكام الصحة في فلسطين في قانون الصحة العامة رقم (20) لسنة 2004م، وجاء في المادة رقم 1 من القانون تعريفات عامة للمهن الصحية وللقطاع الصحي في فلسطين، وحمل القانون عدة فصول وهي :
- صحة المرأة والطفل
- مكافحة الأمراض
- سلامة الأغذية
- الصحة المهنية
- الثقافة الصحية
- المكاره الصحية
- المؤسسات الصحية
- المهن الطبية والمهن الطبية المساعدة
- العقاقير الطبية
- دفن الموتى
- الرقابة والتفتيش
- العقوبات

## الرعاية الصحية في فلسطين
في فلسطين هناك خدمات رعاية صحية من القطاعين العام والخاص. يتم تقديم خدمات الصحة العامة من خلال وزارة الصحة، التي تدير سلسلة من المرافق الطبية التي تقدم خدمات صحية مجانية. وهناك قطاعات صحية خاصة في فلسطين، وتقوم وزارة الصحة الفلسطينية بتغطية بعض النفقات العلاجية المقدمة من القطاع الخاص لبعض الأفراد وفي حالات خاصة.

## المستشفيات الفلسطينية حسب التخصص

### المستشفيات الحكومية
وهي مستشفيات تقدم خدمات الرعاية الصحية الثانوية للمنطقة الجغرافية التابعة لها ، وتمعل هذه المستشفيات ضمن النطاق الحكومي وتقدم خدماتها بشكل مجاني بما يضمن المصلحة العامة، وفي العام 2020 بلغت نسبتها 56.6% من مستشفيات الضفة الغربية.
وتملك وزارة الصحة وتدير 54.8% من أسرة المستشفيات في فلسطين، يبلغ عدد مستشفيات وزارة الصحة 28 مشفاً، بسعة سريرية قدرها 3.590 سريراً.

### المستشفيات الخاصة
هي مستشفيات تقدم خدمات متخصصة، متقدمة، وشاملة في مجال الرعاية الصحية، وتعمل على تقديم خدماتها بشكل غير مجاني. وفي العام 2020 بلغت نسبتها 18.9% من مستشفيات الضفة الغربية.

### مستشفيات الولادة
تقدم هذه المستشفيات الخدمات في مجال أمراض النساء والتوليد، وفي العام 2020 بلغت نسبتها 18.9 من مستشفيات الضفة الغربية.

### مراكز التأهيل والعلاج الطبيعي
وهي مراكز طبية تقدم خدمات التأهيل والعلاج الطبيعي، وفي العام 2020 بلغت نسبتها 5.7% من مستشفيات الضفة الغربية. ومراكز التأهيل والعلاج الطبيعي في فلسطين جميعها مملوكة ومدارة من قبل الجهات غير الحكومية.

## التأمين الصحي في فلسطين
يعمل التأمين الصحي في فلسطين على تغطية نفقات العلاج داخل المستشفيات الحكومية من خدمات أطباء إلى مصاريف الإقامة في المستشفى والعيادات والأدوية والفحوصات والتخطيط .والعمليات الجراحية كما يغطي نفقات الولادة الطبيعية والقيصرية.

### القانون الأساسي الفلسطيني والتأمين الصحي
شمل القانون الأساسي الفلسطيني على المادتين 22 و25، وهما :
| الصحة في فلسطين | مادة 22 1- ينظم القانون خدمات التأمين الاجتماعي والصحي ومعاشات العجز والشيخوخة. 2- رعاية أسر الشهداء والأسرى ورعاية الجرحى والمعاقين واجب ينظم القانون أحكامه، وتكفل السلطة الوطنية لهم خدمات التعليم والتأمين الصحي والاجتماعي. مادة 25 تنظم علاقات العمل بما يكفل العدالة للجميع ويوفر للعمال الرعاية والأمن والرعاية الصحية والاجتماعية. | الصحة في فلسطين |

## انظر ايضًا
- الصحة النفسية في فلسطين